# الشبكة الحديدية لفرنسا
الشبكة الحديدية لفرنسا (بالفرنسية: Réseau ferré de France أو اختصارا RFF) هي المدير الرئيسي للبنية التحتية للشبكة الحديدية في فرنسا. هي شركة ومؤسسة عمومية ذات صبغة صناعية وتجارية تابعة 100% للدولة الفرنسية، وهي مكلفة بالتخطيط والتنمية وتنسيق وتطوير الشبكة الحديدية الوطنية. تم إنشاؤها سنة 1997 بعد انقسام عن الشركة الوطنية للسكك الحديدية أين أصبحت منذ ذلك الوقت مستقلة وتخضع لاشراف الدولة عبر الإدارة العامة للبنية التحتية والنقل والبحر التابعة لوزارة البيئة والتنمية المستدامة والطاقة. 

90% من مداخيلها تتأتي من الشركات التي تستعمل الشبكة الحديدية، وحريفها الرئيسي هو الشركة الوطنية للسكك الحديدية (SNCF).

اعتبارا من 1 يناير 2015، من المقرر أن تدمج الشبكة الحديدية لفرنسا ثانية في الشركة الوطنية للسكك الحديدية. الإصلاح الذي اعتمده مجلس الشيوخ والجمعية الوطنية ينص على إنشاء ثلاث مؤسسات ذات صبغة صناعية وتجارية: الشركة الأم SNCF وفرعين لها: SNCF Réseau (التي ستستلم مهام SNCF Infra وإدراة المرور الحديدية والشبكة الحديدية لفرنسا)، والفرع الثاني هو SNCF Mobilités المكلف بتشغيل القطارات.

## الرؤساء
- 1997 - يوليو 2002: كلود مارتينون.
- يوليو 2002 - سبتمبر 2005: جان بيار دوبور.
- سبتمبر 2005 - يناير 2007: ميشال بويون.
- مارس 2007 - ديسمبر 2012: إوبار دو مسنيل.
- ديسمبر 2012 - الآن: جاك رابوبور.

## الشعارات

الشعار القديم للشركة بين 1997 و2008.
الشعار الحالي للشركة منذ 2008.

## مقالات ذات صلة
- الشركة الوطنية للسكك الحديدية (فرنسا)

## وصلات خارجية
- الموقع الرسمي